# Nati il 1º febbraio
| Questa pagina contiene informazioni ricavate automaticamente dalle voci biografiche con l'ausilio del template Bio e di un bot. L'aggiornamento è periodico e automatico e ricostruisce completamente la pagina. Se manca una persona in questa lista, sei pregato di non aggiungerla, ma accertati piuttosto che la sua voce biografica contenga il template Bio e che i dati anagrafici siano correttamente compilati. Se il template Bio manca, inseriscilo tu stesso o, in alternativa, metti l'avviso {{tmp\|Bio}} che ne segnala la mancanza. Se i dati riportati sono sbagliati, correggi direttamente la voce biografica; le modifiche saranno visibili in questa lista entro pochi giorni. Per chiarimenti vedi il progetto biografie. La lista contiene solo le 1.319 persone che sono citate nell'enciclopedia e per le quali è stato implementato correttamente il template Bio. Pagina aggiornata al 17 ago 2025. |

## XIII secolo(1)
- 1208 - Giacomo I d'Aragona, re († 1276)

## XIV secolo(3)
- 1340 - Guido II Gonzaga, nobile italiano († 1399)
- 1352 - Edmondo Mortimer, III conte di March, nobile britannico († 1381)
- 1370 - Leonardo Bruni, politico, scrittore e umanista italiano († 1444)

## XV secolo(6)
- 1435 - Amedeo IX di Savoia, nobile († 1472)
- 1447 - Eberardo II di Württemberg, duca tedesco († 1504)
- 1456 - Niccolò Leonico Tomeo, docente italiano († 1531)
- 1459 - Conrad Celtis, poeta, editore e umanista tedesco († 1508)
- 1462 - Giovanni Tritemio, esoterista, storico e scrittore tedesco († 1516)
- 1468 - Giacomo Colombo, navigatore italiano († 1515)

## XVI secolo(6)
- 1523 - Francesco Abbondio Castiglioni, cardinale e vescovo cattolico italiano († 1568)
- 1528 - Francesco Calcagno, francescano italiano († 1550)
- 1546 - Mogami Yoshiaki, militare giapponese († 1614)
- 1552 - Edward Coke, politico e giurista inglese († 1634)
- 1566 - Maria dell'Incarnazione Avrillot, religiosa francese († 1618)
- 1585 - Francis Annesley, I visconte Valentia, politico irlandese († 1660)

## XVII secolo(17)
- 1616 - Sofia Elisabetta di Brandeburgo, principessa tedesca († 1650)
- 1620 - Gustaf Bonde, politico svedese († 1667)
- 1621 - Francis Gage, presbitero britannico († 1682)
- 1625 - Leopoldo Ludovico del Palatinato-Veldenz, nobile tedesco († 1694)
- 1628 - Rosalia Novelli, pittrice italiana
- 1659 - Jacob Roggeveen, navigatore olandese († 1729)
- 1666 - Maria Teresa di Borbone-Condé, nobile francese († 1732)
- 1673 - Alessandro Marcello, compositore italiano († 1747)
- 1679 - Francesco Ricci, cardinale italiano († 1755)
- 1683 - Jean-Baptiste Franque, architetto francese († 1758)
- 1686 - Almerico Gonzaga, religioso italiano († 1771)
- 1686 - Susanna Enrichetta di Lorena, nobile francese († 1710)
- 1687 - Niccolò Ricciolini, pittore italiano († 1772)
- 1690 - Francesco Maria Veracini, compositore e violinista italiano († 1768)
- 1694 - Giuseppe Spinelli, cardinale e arcivescovo cattolico italiano († 1763)
- 1697 - Josse Boutmy, compositore, organista e clavicembalista belga († 1779)
- 1698 - Colin Maclaurin, matematico scozzese († 1746)

## XVIII secolo(35)
- 1707 - Federico, principe del Galles, duca († 1751)
- 1712 - Konrad Ernst Ackermann, attore teatrale e impresario teatrale tedesco († 1771)
- 1715 - Giovanni Battista Ronchelli, pittore italiano († 1788)
- 1735 - Joseph Alvinczy von Berberek, feldmaresciallo austriaco († 1810)
- 1743 - Johan Christopher Toll, militare e diplomatico svedese († 1817)
- 1747 - Serafino Morazzone, presbitero italiano († 1822)
- 1749 - Franz Xaver von Salm-Reifferscheidt-Krautheim, cardinale austriaco († 1822)
- 1751 - Charles-Nicolas-Sigisbert Sonnini de Manoncourt, naturalista e viaggiatore francese († 1812)
- 1753 - Franz Paul Grua, compositore e violinista tedesco († 1833)
- 1757 - John Philip Kemble, attore teatrale e impresario teatrale inglese († 1823)
- 1759 - Karl Friedrich Hensler, direttore teatrale e commediografo tedesco († 1825)
- 1761 - Christian Hendrik Persoon, botanico e micologo sudafricano († 1836)
- 1762 - Andrea Savaresi, medico, naturalista e mineralogista italiano († 1810)
- 1768 - Federico Bianchi, generale austriaco († 1855)
- 1768 - Jacques Alexandre Law de Lauriston, generale francese († 1828)
- 1769 - Leopold Graf von Rothkirch und Panthen, conte e generale austriaco († 1839)
- 1770 - Henry-René-Marie Picot de Peccaduc, nobile e militare francese († 1826)
- 1774 - Ferdinánd Pálffy, ingegnere e impresario teatrale ungherese († 1840)
- 1781 - Gustave Dugazon, compositore francese († 1829)
- 1783 - André Dupin, giurista, avvocato e politico francese († 1865)
- 1787 - Louis Angely, commediografo, attore teatrale e regista tedesco († 1835)
- 1787 - George Hay, VIII marchese di Tweeddale, nobile e ufficiale scozzese († 1876)
- 1787 - Alessandro Manetti, ingegnere e architetto italiano († 1865)
- 1787 - Richard Whately, arcivescovo anglicano, logico e teologo britannico († 1863)
- 1789 - Pietro Odescalchi, letterato italiano († 1856)
- 1790 - Benedetto D'Acquisto, arcivescovo cattolico, teologo e filosofo italiano († 1867)
- 1790 - Metilde Viscontini Dembowski, patriota italiana († 1825)
- 1792 - Johann Friedrich Dieffenbach, chirurgo tedesco († 1847)
- 1792 - Célestin Du Pont, cardinale e arcivescovo cattolico francese († 1859)
- 1793 - Guilherme Henriques de Carvalho, cardinale e patriarca cattolico portoghese († 1857)
- 1794 - John Kerr, VII marchese di Lothian, politico scozzese († 1841)
- 1795 - George Harpur Crewe, politico inglese († 1844)
- 1795 - William Dunn Moseley, politico statunitense († 1863)
- 1798 - Giovanni Avossa, avvocato italiano († 1868)
- 1800 - Brian Houghton Hodgson, etnologo e naturalista inglese († 1894)

## XIX secolo(187)
- 1801 - Thomas Cole, pittore inglese († 1848)
- 1801 - Jean Théodore Lacordaire, entomologo belga († 1870)
- 1801 - Adolf Fredrik Lindblad, compositore svedese († 1878)
- 1801 - Émile Littré, lessicografo, filologo e filosofo francese († 1881)
- 1801 - Auguste Walras, economista francese († 1866)
- 1804 - Handrij Zejler, scrittore tedesco († 1872)
- 1805 - Teresa Couderc, religiosa francese († 1885)
- 1805 - Samuel Earnshaw, matematico, fisico e religioso inglese († 1888)
- 1806 - Joseph Dixon, arcivescovo cattolico irlandese († 1866)
- 1806 - François Jouffroy, scultore francese († 1882)
- 1806 - Aleksej Dmitrievič Saltykov, esploratore, diplomatico e scrittore russo († 1859)
- 1808 - Luisa di Prussia, principessa († 1870)
- 1809 - Sophia Rawdon-Hastings, nobildonna scozzese († 1859)
- 1810 - Giuseppe Grignani, presbitero italiano († 1896)
- 1810 - Charles Lenox Remond, attivista e oratore statunitense († 1873)
- 1811 - Arthur Hallam, poeta inglese († 1833)
- 1812 - Johann Karl von Huyn, generale austriaco († 1889)
- 1814 - James Malcolm Rymer, scrittore britannico († 1884)
- 1814 - Candido Augusto Vecchi, storico, patriota e militare italiano († 1869)
- 1815 - Paul Cabet, scultore francese († 1876)
- 1815 - Antonio Michela Zucco, inventore italiano († 1886)
- 1817 - Paolo De Flotte, esploratore, inventore e politico francese († 1860)
- 1823 - Georg Michael Pfaff, artigiano e imprenditore tedesco († 1893)
- 1823 - Alfred van der Smissen, generale belga († 1895)
- 1824 - Gaston d'Andlau, militare e politico francese († 1892)
- 1824 - Henry Charles FitzRoy Somerset, VIII duca di Beaufort, politico, ufficiale e nobile inglese († 1899)
- 1824 - Tito Vignoli, filosofo e antropologo italiano († 1914)
- 1825 - Francis James Child, filologo statunitense († 1896)
- 1828 - Meyer Guggenheim, imprenditore statunitense († 1905)
- 1829 - Sebastian Buff, pittore svizzero († 1880)
- 1830 - Michele Grassi Pasini, imprenditore e politico italiano († 1913)
- 1833 - Bonaventura Vicentini, politico italiano († 1908)
- 1834 - Nicolás Rey y Redondo, vescovo cattolico spagnolo († 1917)
- 1836 - Percy Bunting, giornalista inglese († 1911)
- 1836 - Emil Hartmann, compositore danese († 1898)
- 1837 - Gustave Garcia, baritono italiano († 1925)
- 1841 - Emilio Marsili, scultore italiano († 1926)
- 1842 - Vladimir Donatovič Orlovskij, pittore ucraino († 1914)
- 1842 - Alessandrina di Prussia, principessa prussiana († 1906)
- 1844 - Eduard Strasburger, botanico tedesco († 1912)
- 1846 - Stanley Hall, psicologo e pedagogista statunitense († 1924)
- 1847 - Marijan Varešanin, generale austro-ungarico († 1917)
- 1850 - Angelo Ardinghi, incisore italiano († 1897)
- 1851 - Jaume Ferran i Clua, batteriologo spagnolo († 1929)
- 1853 - Ottokar Chiari, medico austro-ungarico († 1918)
- 1853 - Oskar Langendorff, cardiologo e fisiologo tedesco († 1908)
- 1855 - Jacques Drake del Castillo, imprenditore e politico francese († 1918)
- 1857 - Simon Hollósy, pittore ungherese († 1918)
- 1857 - Annibale Montalti, medico italiano († 1922)
- 1858 - Guglielmo Oberdan, patriota italiano († 1882)
- 1858 - Ignaz Rieder, arcivescovo cattolico austriaco († 1934)
- 1859 - Karel Halíř, violinista ceco († 1909)
- 1859 - Victor Herbert, compositore, violoncellista e direttore d'orchestra irlandese († 1924)
- 1859 - Lydia De Witt, patologa statunitense († 1928)
- 1860 - Karl Gampenrieder, pittore tedesco († 1927)
- 1860 - Michel Zévaco, romanziere e giornalista francese († 1918)
- 1861 - Emilio Pizzi, musicista e compositore italiano († 1940)
- 1862 - Cecilio Báez, giornalista e politico paraguaiano († 1941)
- 1863 - Ludovico Antomelli, vescovo cattolico italiano († 1927)
- 1864 - Giuseppe Maria da Palermo, religioso italiano († 1886)
- 1865 - Armando Perotti, scrittore, poeta e giornalista italiano († 1924)
- 1865 - Tichon di Mosca, monaco cristiano, arcivescovo ortodosso e santo russo († 1925)
- 1867 - Filippo Re Capriata, fisico italiano († 1908)
- 1868 - Ștefan Luchian, pittore rumeno († 1916)
- 1868 - Francesco Rossi, prefetto e politico italiano († 1943)
- 1869 - Kerry Mills, compositore statunitense († 1948)
- 1870 - Harry De Vere, attore statunitense († 1923)
- 1870 - Erik Adolf von Willebrand, medico finlandese († 1949)
- 1871 - Hellmer Hermandsen, tiratore a segno norvegese († 1958)
- 1871 - Gabriel Veyre, regista e fotografo francese († 1936)
- 1872 - Guido Bertini, commediografo, poeta e pittore italiano († 1938)
- 1872 - Alberto Bonzani, militare e politico italiano († 1935)
- 1872 - Clara Butt, contralto britannico († 1936)
- 1872 - Paul Fort, poeta e drammaturgo francese († 1960)
- 1872 - Andrew P. Kehoe, assassino statunitense († 1927)
- 1873 - Helena Gleichen, pittrice inglese († 1947)
- 1873 - Pammal Sambandha Mudaliar, regista teatrale, attore e drammaturgo indiano († 1964)
- 1873 - Karl Schmidt-Hellerau, ebanista e imprenditore tedesco († 1948)
- 1874 - Otto Rudolf Holmberg, botanico svizzero († 1930)
- 1874 - Teodoro Morisani, medico e politico italiano († 1950)
- 1874 - James Ramsay Hunt, neurologo statunitense († 1937)
- 1874 - Hugo von Hofmannsthal, scrittore, poeta e drammaturgo austriaco († 1929)
- 1875 - André Gaudin, canottiere francese († 1926)
- 1875 - Giacomo da Ghazir, presbitero libanese († 1954)
- 1875 - L.C. MacBean, regista e sceneggiatore scozzese († 1929)
- 1876 - Francisco Gómez-Jordana Sousa, militare e politico spagnolo († 1944)
- 1877 - Luigi Bonazza, pittore italiano († 1965)
- 1877 - Thomas Dunhill, compositore e sceneggiatore inglese († 1946)
- 1877 - Guillaume Mollat, presbitero e storico francese († 1968)
- 1877 - Kurt Rosenfeld, politico e avvocato tedesco († 1943)
- 1878 - H. C. Bailey, scrittore inglese († 1961)
- 1878 - Louis Blaringhem, agronomo e botanico francese († 1958)
- 1878 - Doc Campbell, giocatore di lacrosse canadese († 1972)
- 1878 - Hattie Caraway, politica statunitense († 1950)
- 1878 - Enrico Carusi, bibliotecario italiano († 1945)
- 1878 - Alfréd Hajós, nuotatore, architetto e calciatore ungherese († 1955)
- 1878 - Milan Hodža, politico e giornalista slovacco († 1944)
- 1878 - Concetto Marchesi, politico e latinista italiano († 1957)
- 1878 - Charles Tate Regan, ittiologo britannico († 1943)
- 1879 - Henri Chrétien, fisico e astronomo francese († 1956)
- 1879 - John Dalrymple, XII conte di Stair, politico scozzese († 1961)
- 1879 - Joseph Dowler, tiratore di fune britannico († 1931)
- 1879 - Andrés Ignacio Menéndez, militare e politico salvadoregno († 1962)
- 1879 - Louis-Marie Raucaz, vescovo cattolico francese († 1934)
- 1879 - Vangjel Turtulli, imprenditore e politico albanese († 1940)
- 1880 - Juan Giuria, architetto e storico dell'architettura uruguaiano († 1957)
- 1880 - Antonio Guarnieri, direttore d'orchestra, compositore e violoncellista italiano († 1952)
- 1880 - Francesco Balilla Pratella, compositore e musicologo italiano († 1955)
- 1882 - Sofie Castenschiold, tennista danese († 1979)
- 1882 - Vladimir Dimitrov, pittore bulgaro († 1960)
- 1882 - Charles Foix, medico e neurologo francese († 1927)
- 1882 - Marie Majerová, scrittrice, giornalista e traduttrice ceca († 1967)
- 1882 - Louis Saint-Laurent, politico canadese († 1973)
- 1883 - Roberto Papini, storico dell'arte e storico dell'architettura italiano († 1957)
- 1883 - Fausto Torrefranca, musicologo italiano († 1955)
- 1883 - Tito Zaniboni, politico italiano († 1960)
- 1884 - Luigi Azzini, ciclista su strada italiano († 1937)
- 1884 - Luigi Malvezzi, militare e ingegnere italiano († 1943)
- 1884 - Hans Weymar, calciatore tedesco († 1959)
- 1884 - Evgenij Ivanovič Zamjatin, scrittore e critico letterario russo († 1937)
- 1885 - Camille Chautemps, politico francese († 1963)
- 1885 - Friedrich Kellner, politico tedesco († 1970)
- 1885 - Yrjö Linko, ginnasta finlandese († 1934)
- 1885 - Kálmán Székány, allenatore di calcio ungherese († 1967)
- 1886 - Veli Nieminen, ginnasta e tiratore a segno finlandese († 1936)
- 1886 - Pakubuwono XI, sovrano indonesiano († 1945)
- 1887 - Åke Åkerlund, medico svedese († 1958)
- 1887 - Charles Nordhoff, romanziere inglese († 1947)
- 1887 - Ernst Sittig, filologo classico, linguista e etruscologo tedesco († 1955)
- 1888 - Charles January, calciatore statunitense († 1970)
- 1888 - Marius Lund, calciatore norvegese († 1971)
- 1889 - Tony Cargnelli, allenatore di calcio e calciatore austriaco († 1974)
- 1889 - Giovanni Cimara, attore italiano († 1970)
- 1889 - Crisanto Luque Sánchez, cardinale e arcivescovo cattolico colombiano († 1959)
- 1889 - Giovanni Tizzano, scultore italiano († 1975)
- 1890 - Émile Drain, attore francese († 1966)
- 1890 - Germaine Lubin, soprano francese († 1979)
- 1890 - Povilas Plechavičius, generale lituano († 1973)
- 1890 - Mario Rossani, militare italiano († 1918)
- 1891 - Corradino D'Ascanio, ingegnere italiano († 1981)
- 1891 - Mario Fucini, generale e aviatore italiano († 1977)
- 1891 - Alexander Kipnis, basso russo († 1978)
- 1891 - Árpád Pédery, ginnasta ungherese († 1914)
- 1891 - Karla Schramm, attrice cinematografica statunitense († 1980)
- 1891 - Edward Small, produttore cinematografico statunitense († 1977)
- 1891 - Axel Ståhle, cavaliere svedese († 1987)
- 1892 - Odone Belluzzi, ingegnere italiano († 1956)
- 1892 - Giuseppe Corrias, militare italiano († 1970)
- 1892 - Tibor Fazekas, nuotatore e pallanuotista ungherese († 1982)
- 1892 - Alfredo Foglino, calciatore uruguaiano († 1968)
- 1892 - Sigurd Rasmussen, calciatore norvegese († 1974)
- 1892 - Yi Kwang-su, scrittore, giornalista e attivista sudcoreano († 1950)
- 1892 - Sándor Ádám, nuotatore e pallanuotista ungherese
- 1893 - Josef Hagler, calciatore austriaco († 1972)
- 1893 - Giovanni Scatturin, canottiere italiano († 1951)
- 1894 - Luigi Baldi, calciatore italiano († 1961)
- 1894 - Paul Carbone, criminale francese († 1943)
- 1894 - Suzanne Briet, bibliotecaria e scrittrice francese († 1989)
- 1894 - John Ford, regista e produttore cinematografico statunitense († 1973)
- 1894 - Herman Hupfeld, cantautore statunitense († 1951)
- 1894 - James P. Johnson, compositore e pianista statunitense († 1955)
- 1894 - Giuseppe Pognante, pittore italiano († 1985)
- 1895 - Francelia Billington, attrice statunitense († 1934)
- 1895 - Umberto Copasso, calciatore italiano
- 1895 - Ezio De Marchi, militare italiano († 1917)
- 1895 - Ferenc Szilágyi, esperantista e scrittore ungherese († 1967)
- 1896 - Bartolomeo Bolla, politico italiano († 1979)
- 1896 - Alfonso Caso, archeologo e politico messicano († 1970)
- 1896 - Anastasio Somoza García, politico e generale nicaraguense († 1956)
- 1897 - Roald Larsen, pattinatore di velocità su ghiaccio norvegese († 1959)
- 1897 - Aleksandr Vasil'evič Nadaškevič, progettista sovietico († 1967)
- 1897 - Nicola Papa, allenatore di calcio e calciatore italiano († 1975)
- 1897 - Gaetano Perillo, antifascista italiano († 1975)
- 1897 - Denise Robins, scrittrice britannica († 1985)
- 1898 - Antonio Calegari, militare, scrittore e marittimo italiano († 1956)
- 1898 - Leila Denmark, pediatra e supercentenaria statunitense († 2012)
- 1898 - Earl D. Eisenhower, politico statunitense († 1968)
- 1898 - Richard McCreery, generale britannico († 1967)
- 1899 - William Otterwell Brady, arcivescovo cattolico statunitense († 1961)
- 1899 - Antoine-Hubert Grauls, missionario e arcivescovo cattolico belga († 1986)
- 1899 - Giorgio Pini, politico e giornalista italiano († 1987)
- 1899 - Alberto Prebisch, architetto argentino († 1970)
- 1899 - Mario Vannini, calciatore italiano
- 1900 - Antonio Cetti, calciatore italiano († 1980)
- 1900 - Attilio Fizzotti, calciatore italiano
- 1900 - Georg Köhler, calciatore tedesco († 1972)
- 1900 - Joey Sternaman, giocatore di football americano statunitense († 1988)

## XX secolo(1027)
- 1901 - Frank Buckles, militare statunitense († 2011)
- 1901 - Clark Gable, attore statunitense († 1960)
- 1901 - Antero González, calciatore spagnolo († 1978)
- 1901 - Andrea Guglielminetti, avvocato e politico italiano († 1985)
- 1901 - Langston Hughes, poeta, scrittore e drammaturgo statunitense († 1967)
- 1901 - Edvard Westerlund, lottatore finlandese († 1982)
- 1902 - Giulio Andrea Belloni, giurista e politico italiano († 1957)
- 1902 - Therese Brandl, militare tedesca († 1948)
- 1902 - Anil Kumar Das, astronomo indiano († 1961)
- 1902 - Cesare Fantoni, attore e doppiatore italiano († 1963)
- 1902 - Heinosuke Gosho, regista giapponese († 1981)
- 1903 - Nikolaj Il'ič Beljaev, politico sovietico († 1966)
- 1903 - Egil Brenna Lund, calciatore norvegese († 1949)
- 1903 - Friedrich Panzinger, militare tedesco († 1959)
- 1903 - Riccardo Tana, calciatore italiano
- 1903 - Stefano Visca, calciatore italiano
- 1903 - Carl Johan Wachtmeister, schermidore svedese († 1993)
- 1903 - Taiji Yabushita, regista, direttore della fotografia e sceneggiatore giapponese († 1986)
- 1904 - Nicolino Cabitza, chitarrista italiano († 1983)
- 1904 - René Couzinet, ingegnere francese († 1956)
- 1904 - Franciska Gaal, attrice ungherese († 1973)
- 1904 - Tricky Sam Nanton, trombonista statunitense († 1946)
- 1904 - Pierre Naville, scrittore e sociologo francese († 1993)
- 1904 - Joseph Asajiro Satowaki, cardinale e arcivescovo cattolico giapponese († 1996)
- 1904 - José Marinho, filosofo portoghese († 1975)
- 1905 - Ernst Stueckelberg, fisico e matematico svizzero († 1984)
- 1905 - Eddie Murphy, pattinatore di velocità su ghiaccio statunitense († 1973)
- 1905 - Shigeyo Nakachi, insegnante e supercentenaria giapponese († 2021)
- 1906 - Lloyd Appleton, lottatore statunitense († 1999)
- 1906 - Helen Chandler, attrice statunitense († 1965)
- 1906 - Ludwig Lachmann, economista tedesco († 1990)
- 1906 - Hildegarde, cantante e cabarettista statunitense († 2005)
- 1907 - Ettore Balma Mion, ciclista su strada italiano († 1995)
- 1907 - Domenico D'Alberto, calciatore ungherese († 1968)
- 1907 - Günter Eich, poeta e drammaturgo tedesco († 1972)
- 1907 - Mozart Camargo Guarnieri, pianista, compositore e poeta brasiliano († 1993)
- 1907 - Anna Hajnal, poetessa ungherese († 1977)
- 1907 - Riccardo Imperiali di Francavilla, militare italiano († 1960)
- 1907 - Sándor Veress, etnomusicologo e compositore ungherese († 1992)
- 1908 - Paolo Bertoli, cardinale e arcivescovo cattolico italiano († 2001)
- 1908 - Leopoldo Faretra, medico italiano († 2001)
- 1908 - Adelfino Mancinelli, sollevatore italiano († 1971)
- 1908 - Jorge Moreau, nuotatore e pallanuotista argentino († 1959)
- 1908 - George Pal, regista, produttore cinematografico e animatore ungherese († 1980)
- 1908 - Remo Scappini, politico e antifascista italiano († 1994)
- 1908 - Gene Sheldon, attore statunitense († 1982)
- 1908 - Liberto dos Santos, calciatore portoghese
- 1909 - Ernesto Belis, calciatore argentino
- 1909 - Josef Hirtreiter, militare tedesco († 1978)
- 1909 - Gerda Leo, fotografa tedesca († 1993)
- 1909 - Ottavio Misefari, calciatore, allenatore di calcio e dirigente sportivo italiano († 1999)
- 1909 - George Beverly Shea, cantante e compositore statunitense († 2013)
- 1910 - Karel Černý, calciatore cecoslovacco
- 1910 - Luigi Ciminaghi, calciatore italiano († 1996)
- 1910 - Giuseppe Femia, politico italiano († 1963)
- 1910 - Petru Giovacchini, poeta, politico e patriota italiano († 1955)
- 1910 - Kurt Hornfischer, lottatore tedesco († 1958)
- 1910 - Ngapoi Ngawang Jigme, politico, generale e magistrato tibetano († 2009)
- 1910 - Michael Kanin, regista, sceneggiatore e produttore cinematografico statunitense († 1993)
- 1910 - Birger Pedersen, calciatore norvegese († 1969)
- 1911 - Francesco Castán Meseguer, religioso spagnolo († 1936)
- 1911 - Fedele De Francisca, carabiniere italiano († 1945)
- 1911 - Pietro De Vico, attore italiano († 1999)
- 1911 - Bill Denton, ginnasta statunitense († 1946)
- 1911 - Michael Murach, pugile tedesco († 1941)
- 1911 - Abraham H. Taub, matematico e fisico statunitense († 1999)
- 1911 - Anteo Zamboni, anarchico italiano († 1926)
- 1912 - Birendra Basak, pallanuotista indiano
- 1912 - Erich Campe, pugile tedesco († 1977)
- 1912 - Eletto Contieri, multiplista e dirigente sportivo italiano
- 1912 - Mario De Bartoli, calciatore italiano
- 1912 - Albin Kitzinger, calciatore tedesco († 1970)
- 1912 - Ronald Kirkbride, scrittore e sceneggiatore canadese († 1973)
- 1912 - Vittorio Mosele, calciatore e allenatore di calcio italiano († 1982)
- 1912 - Luigi Nerieri, aviatore e militare italiano († 1936)
- 1912 - Remigio Scavazza, calciatore italiano († 1945)
- 1913 - Giuseppe Auletta, giurista italiano († 2000)
- 1913 - Francisco Eppens Helguera, pittore e scultore messicano († 1990)
- 1914 - Hernando Avilés, cantante, musicista e compositore portoricano († 1986)
- 1914 - Marino Girolami, regista, sceneggiatore e produttore cinematografico italiano († 1994)
- 1914 - Norman J. Holter, fisico statunitense († 1983)
- 1914 - Víctor Pozzo, calciatore e allenatore di calcio argentino († 1988)
- 1914 - Francisco Providente, calciatore argentino
- 1914 - Galina Sergeeva, attrice sovietica († 2000)
- 1914 - Vittorio Vialli, paleontologo, geologo e geografo italiano († 1983)
- 1915 - Umberto Busani, calciatore italiano († 1957)
- 1915 - Lettice Curtis, aviatrice e ingegnere britannica († 2014)
- 1915 - Artur London, politico e scrittore ceco († 1986)
- 1915 - Stanley Matthews, calciatore e allenatore di calcio britannico († 2000)
- 1915 - Pablo Pasache, calciatore peruviano († 1990)
- 1915 - Alicia Rhett, attrice e pittrice statunitense († 2014)
- 1916 - Jeanne Carpenter, attrice statunitense († 1994)
- 1916 - Rosemary Goldie, teologa australiana († 2010)
- 1916 - Bruce Gordon, attore statunitense († 2011)
- 1916 - George Mackey, matematico statunitense († 2006)
- 1916 - Luis Noboa Naranjo, imprenditore ecuadoriano († 1994)
- 1916 - Alonso Zamora Vicente, filologo, lessicografo e scrittore spagnolo († 2006)
- 1916 - Ignazio Zanini, aviatore e militare italiano († 1940)
- 1917 - Nick Hashu, cestista statunitense († 2012)
- 1917 - James Harry Lacey, militare e aviatore britannico († 1989)
- 1917 - Wolfried Lier, attore tedesco († 1993)
- 1917 - Liu Baocheng, cestista cinese († 2005)
- 1917 - José Luis Sampedro, scrittore e economista spagnolo († 2013)
- 1917 - Kunitaka Sueoka, calciatore giapponese († 1998)
- 1917 - Zhang Chunqiao, politico, giornalista e critico letterario cinese († 2005)
- 1918 - Brijendra Singh, indiano († 1995)
- 1918 - Corrado Deodato, aviatore e militare italiano († 1993)
- 1918 - Muriel Spark, scrittrice britannica († 2006)
- 1919 - Andrea King, attrice statunitense († 2003)
- 1919 - Ezio Ottaviani, politico italiano († 1986)
- 1920 - Celso Battaia, calciatore italiano († 2007)
- 1920 - Longino Di Piazza, calciatore italiano († 2001)
- 1920 - Giulio Fenzi, calciatore italiano
- 1920 - Guido Fovana, calciatore italiano († 1982)
- 1920 - Castellina, fisarmonicista italiano († 2000)
- 1920 - Olivier Guinet, partigiano francese († 1945)
- 1920 - Emanuele Lena, militare, partigiano e antifascista italiano († 1944)
- 1920 - Kenzō Okuzaki, militare, scrittore e attore giapponese († 2005)
- 1920 - Sirio Politi, presbitero italiano († 1988)
- 1920 - Pierre Jonquères d'Oriola, cavaliere francese († 2011)
- 1921 - Dino De Martin, bobbista italiano († 1960)
- 1921 - Renato Gei, allenatore di calcio e calciatore italiano († 1999)
- 1921 - Fernando González Valenciaga, calciatore spagnolo († 1988)
- 1921 - Günther Viezenz, generale tedesco († 1999)
- 1921 - Bob Hardisty, calciatore inglese († 1986)
- 1921 - Teresa Mattei, partigiana, politica e pedagogista italiana († 2013)
- 1921 - Peter Sallis, attore e doppiatore britannico († 2017)
- 1921 - Michele Santacroce, calciatore italiano († 1978)
- 1921 - Francisco Raúl Villalobos Padilla, vescovo cattolico messicano († 2022)
- 1922 - Manuel Fernández, calciatore e allenatore di calcio spagnolo († 1971)
- 1922 - Sauro Sili, pianista, arrangiatore e direttore d'orchestra italiano († 1991)
- 1922 - Renata Tebaldi, soprano italiano († 2004)
- 1922 - Franco Tedeschi, italiano († 1945)
- 1922 - Glicerio Vettori, imprenditore e politico italiano († 2014)
- 1923 - Fortunato Caccamo, militare e carabiniere italiano († 1944)
- 1923 - Piero Lulli, attore italiano († 1991)
- 1923 - Vittorio Naldini, politico e sindacalista italiano († 2015)
- 1923 - Augusto Pedrazza, artista e fumettista italiano († 1994)
- 1923 - Raffaele Rossi, politico italiano († 2010)
- 1923 - Sergio Rossi, imprenditore e dirigente sportivo italiano († 2004)
- 1924 - Pierre Castex, scrittore, giornalista e critico cinematografico francese († 1991)
- 1924 - Aredio Gimona, calciatore e allenatore di calcio italiano († 1994)
- 1924 - Eberhard Horst, scrittore tedesco († 2012)
- 1924 - Emmanuel Scheffer, allenatore di calcio e calciatore israeliano († 2012)
- 1924 - Elda Simonett-Giovanoli, insegnante svizzera († 2018)
- 1924 - Ruth Teitelbaum, programmatrice statunitense († 1986)
- 1925 - Enrico Gualazzi, calciatore italiano († 1972)
- 1925 - Hugh Horner, medico e politico canadese († 1997)
- 1925 - Renzo Menardi, bobbista e politico italiano († 2001)
- 1925 - Hermann Müller-Karpe, archeologo tedesco († 2013)
- 1925 - Giovanni Riggi, mafioso statunitense († 2015)
- 1926 - Pio Galli, sindacalista italiano († 2011)
- 1926 - Nancy Gates, attrice statunitense († 2019)
- 1926 - Vivian Maier, fotografa statunitense († 2009)
- 1926 - Leonardo Polo, filosofo e scrittore spagnolo († 2013)
- 1926 - Robert D. Schaldach, astronomo statunitense († 1963)
- 1926 - Noemí Simonetto de Portela, lunghista, ostacolista e velocista argentina († 2011)
- 1927 - Luigi Colonna, politico italiano († 1998)
- 1927 - Günter Guillaume, agente segreto tedesco († 1995)
- 1927 - Galway Kinnell, poeta statunitense († 2014)
- 1927 - Flaviano Labò, tenore italiano († 1991)
- 1927 - Robert Moore, regista statunitense († 1984)
- 1928 - Mohammed Arkoun, islamista e filosofo berbero († 2010)
- 1928 - Renato Bianconi, editore italiano († 1993)
- 1928 - Samuel Frederick Edwards, fisico gallese († 2015)
- 1928 - Petr Ginz, ceco († 1944)
- 1928 - Tom Lantos, politico ungherese († 2008)
- 1928 - Jacques Lefèvre, schermidore francese († 2024)
- 1928 - John Little, fisico statunitense († 2024)
- 1928 - Cirano Snidero, calciatore italiano († 2007)
- 1928 - Giuseppe Torti, vescovo cattolico svizzero († 2005)
- 1928 - Stuart Whitman, attore statunitense († 2020)
- 1929 - Aldo Felice Casotti, partigiano italiano († 1944)
- 1929 - Basilio Lami Dozo, generale argentino († 2017)
- 1929 - Nicholas Nagy-Talavera, storico ungherese († 2000)
- 1929 - Oberdan Orlandi, calciatore italiano († 1995)
- 1929 - Beniamino Placido, giornalista, critico letterario e conduttore televisivo italiano († 2010)
- 1929 - Giorgio Pruzzo, calciatore italiano († 2010)
- 1929 - David Sopher, pallanuotista indiano († 2019)
- 1929 - Angelo Villa, ex calciatore italiano
- 1930 - Shahabuddin Ahmed, politico bangladese († 2022)
- 1930 - Amelia Casadei, politica italiana
- 1930 - Hossain Mohammad Ershad, generale e politico bangladese († 2019)
- 1930 - Glauco Gresleri, architetto italiano († 2016)
- 1930 - Julio López Hernández, scultore spagnolo († 2018)
- 1930 - Scotty Robertson, allenatore di pallacanestro statunitense († 2011)
- 1930 - Ferdinando Russo, politico italiano († 2024)
- 1930 - Antonino Senese, politico italiano
- 1930 - María Elena Walsh, scrittrice, compositrice e commediografa argentina († 2011)
- 1931 - Iajuddin Ahmed, politico bangladese († 2012)
- 1931 - Madeleine Berthod, ex sciatrice alpina svizzera
- 1931 - Franca Faldini, attrice, giornalista e scrittrice italiana († 2016)
- 1931 - Boris Nikolaevič El'cin, politico sovietico († 2007)
- 1932 - Gustavo Delgado, giornalista, telecronista sportivo e conduttore televisivo italiano
- 1932 - Cees van Dongen, pilota motociclistico olandese († 2011)
- 1932 - John Nott, politico britannico († 2024)
- 1932 - Hasan al-Turabi, politico sudanese († 2016)
- 1933 - Wendell Anderson, politico e hockeista su ghiaccio statunitense († 2016)
- 1933 - Giuseppe Cavadini, ex calciatore italiano
- 1933 - Federico Farkas, giornalista e sindacalista italiano († 2003)
- 1933 - José Paredes, calciatore spagnolo († 1992)
- 1933 - Reynolds Price, scrittore e poeta statunitense († 2011)
- 1933 - Peter Sillett, calciatore inglese († 1998)
- 1933 - Svetlana Velmar-Janković, scrittrice e giornalista serba († 2014)
- 1933 - Sadao Watanabe, sassofonista giapponese
- 1933 - Carlo Zorzoli, ciclista su strada italiano († 2017)
- 1934 - Giancarlo Amadeo, calciatore e allenatore di calcio italiano († 2021)
- 1934 - Paul Carr, attore statunitense († 2006)
- 1934 - Ante Jurić, calciatore jugoslavo († 2013)
- 1934 - Ilija Mirčev, cestista bulgaro († 2007)
- 1935 - Vladimir Viktorovič Aksënov, cosmonauta sovietico († 2024)
- 1935 - Mario Bellini, designer italiano
- 1935 - Domenico Cieri, direttore di coro e musicologo italiano († 2002)
- 1935 - Ginette Mazel, cestista francese († 2004)
- 1935 - Óscar Moglia, cestista uruguaiano († 1989)
- 1935 - Lawrence Harold Welsh, vescovo cattolico statunitense († 1999)
- 1936 - Gervasio Gestori, vescovo cattolico italiano († 2023)
- 1936 - Serge Korber, regista e sceneggiatore francese († 2022)
- 1936 - Tuncel Kurtiz, attore, sceneggiatore e regista turco († 2013)
- 1936 - John Tilbury, pianista inglese
- 1937 - Audrys Juozas Bačkis, cardinale e arcivescovo cattolico lituano
- 1937 - Antōnīs Chrīsteas, cestista e allenatore di pallacanestro greco († 2011)
- 1937 - Garrett Morris, attore statunitense
- 1937 - Tony Waiters, calciatore e allenatore di calcio inglese († 2020)
- 1937 - Maryan Wisnieski, calciatore francese († 2022)
- 1937 - Edwin Yamauchi, storico e biblista giapponese
- 1938 - Rita Ačkina, ex fondista sovietica
- 1938 - Jimmy Carl Black, musicista statunitense († 2008)
- 1938 - Domenico De Masi, sociologo italiano († 2023)
- 1938 - Mario Desiderio, ex calciatore argentino
- 1938 - Sherman Hemsley, attore e personaggio televisivo statunitense († 2012)
- 1938 - Heinz Steinmann, calciatore tedesco († 2023)
- 1938 - Michael Withers, ex pallanuotista australiano
- 1938 - Giancarlo Zanatta, imprenditore italiano
- 1939 - Dario Campeotto, cantante, attore e doppiatore danese († 2023)
- 1939 - Fritjof Capra, fisico e saggista austriaco
- 1939 - Claude François, cantautore, musicista e produttore discografico francese († 1978)
- 1939 - Wally Funk, aviatrice e astronauta statunitense
- 1939 - Paul Gillmor, politico statunitense († 2007)
- 1939 - Ekaterina Sergeevna Maksimova, danzatrice sovietica († 2009)
- 1939 - Ugo Manera, alpinista italiano
- 1939 - Joe Sample, pianista e compositore statunitense († 2014)
- 1939 - Bożena Siwek, ex cestista polacca
- 1940 - Anna Filippini, attrice italiana
- 1940 - Adalberto Giazotto, fisico italiano († 2017)
- 1940 - Héctor Silva, calciatore uruguaiano († 2015)
- 1940 - Emanuele Verona, pianista italiano († 2008)
- 1941 - Paolo Becchetti, politico italiano († 2016)
- 1941 - Gianni Belfiore, paroliere e produttore discografico italiano
- 1941 - Elettra Bisetti, attrice, doppiatrice e direttrice del doppiaggio italiana
- 1941 - Enrique Cojuangco, politico e imprenditore filippino († 2015)
- 1941 - Karl Dall, attore, showman e cantante tedesco († 2020)
- 1941 - Deborah Fait, giornalista italiana
- 1941 - Anatolij Firsov, hockeista su ghiaccio sovietico († 2000)
- 1941 - Dave Hill, giocatore di football americano statunitense († 2022)
- 1941 - Alberto Macchi, regista teatrale e drammaturgo italiano
- 1941 - Franco Nones, ex fondista italiano
- 1941 - Aleksandr Šidlovskij, ex pallanuotista sovietico
- 1941 - Jerry Spinelli, scrittore statunitense
- 1941 - Enzo Venturini, militare italiano († 1992)
- 1942 - Bibi Besch, attrice austriaca († 1996)
- 1942 - Nicola Carraro, produttore cinematografico e editore italiano
- 1942 - Terry Jones, attore, regista e sceneggiatore britannico († 2020)
- 1942 - Giovanni Marini, anarchico e poeta italiano († 2001)
- 1942 - Claudio Olinto de Carvalho, calciatore e allenatore di calcio brasiliano († 2016)
- 1942 - Wayne Rivers, ex hockeista su ghiaccio canadese
- 1942 - Volker Roth, arbitro di calcio tedesco († 2025)
- 1943 - Viktor Petrovič Dubynin, generale russo († 1992)
- 1943 - Sauro Fracassa, calciatore italiano († 2000)
- 1943 - Rosemarie Frankland, modella e attrice britannica († 2000)
- 1943 - Franco Galeone, scrittore e ebraista italiano
- 1943 - Linda Gaye Scott, attrice statunitense
- 1943 - Ettore Giardiniero, politico italiano († 1987)
- 1943 - Tina Sloan, attrice statunitense
- 1943 - Gennadij Četin, sollevatore sovietico († 2002)
- 1944 - Lucian Boia, storico e docente romeno
- 1944 - Leo Burmester, attore statunitense († 2007)
- 1944 - Arnaldo José Da Silva, calciatore portoghese († 1999)
- 1944 - Mike Enzi, politico statunitense († 2021)
- 1944 - Ramón Guardiola, ex cestista spagnolo
- 1944 - Robert Higgs, economista statunitense
- 1944 - Keith Mair, allenatore di pallacanestro e dirigente sportivo neozelandese
- 1944 - Katsutoshi Nekoda, pallavolista e allenatore di pallavolo giapponese († 1983)
- 1944 - Dick Snyder, ex cestista statunitense
- 1944 - Ceyhan Yazar, ex calciatore turco
- 1944 - Burkhard Ziese, allenatore di calcio tedesco († 2010)
- 1945 - Don Amendolia, attore statunitense
- 1945 - Georg Deuter, musicista e artista tedesco
- 1945 - Raffaele Licinio, storico italiano († 2018)
- 1945 - Ferruccio Mazzola, calciatore, allenatore di calcio e dirigente sportivo italiano († 2013)
- 1945 - Jim Osborne, ex tennista statunitense
- 1945 - Wilfried Rainer, allenatore di calcio tedesco
- 1945 - Howard Rosenman, produttore cinematografico e attore statunitense
- 1945 - Gilles Servat, musicista, cantautore e attore francese
- 1945 - Antonino Zaniboni, politico italiano († 2014)
- 1946 - Pascal Bonitzer, sceneggiatore, regista e critico cinematografico francese
- 1946 - Franco Fossati, giornalista, saggista e fumettista italiano († 1996)
- 1946 - Fiorello Gramillano, politico italiano
- 1946 - Elisabeth Sladen, attrice britannica († 2011)
- 1946 - Carol Neblett, soprano statunitense († 2017)
- 1946 - Tonino Paris, designer italiano
- 1946 - José Pesarrodona, ex ciclista su strada spagnolo
- 1946 - Igor' Valetov, ex schermidore sovietico
- 1947 - Mike Brant, cantante israeliano († 1975)
- 1947 - Karen Krantzcke, tennista australiana († 1977)
- 1947 - Michele Lorusso, calciatore italiano († 1983)
- 1947 - Jurij Malyšev, ex canottiere sovietico
- 1947 - Francesco Musotto, politico italiano
- 1947 - Giuliano Naria, terrorista, giornalista e scrittore italiano († 1997)
- 1947 - Clark Olofsson, criminale svedese († 2025)
- 1947 - Tonka Petrova, ex mezzofondista bulgara
- 1947 - Gaston Rahier, pilota motociclistico belga († 2005)
- 1947 - Karl-Henrik Robèrt, oncologo, ambientalista e attivista svedese
- 1947 - Al Saunders, ex giocatore di football americano e allenatore di football americano statunitense
- 1947 - Frank Tipler, fisico e scrittore statunitense
- 1947 - Carol Walton, atleta paralimpica, tennistavolista e schermitrice britannica
- 1947 - Vladimír Zedník, ex tennista cecoslovacco
- 1948 - Ravil' Arjapov, ex calciatore sovietico
- 1948 - László Bálint, allenatore di calcio e ex calciatore ungherese
- 1948 - Maria Coscia, politica italiana († 2019)
- 1948 - George Irvine, cestista, allenatore di pallacanestro e dirigente sportivo statunitense († 2017)
- 1948 - Rick James, cantautore, musicista e produttore discografico statunitense († 2004)
- 1948 - Yukie Kagawa, attrice giapponese
- 1949 - Joan Burton, politica irlandese
- 1949 - Giovanni Carlo Ferrari, ex calciatore italiano
- 1949 - Franco Causio, ex calciatore e dirigente sportivo italiano
- 1949 - George Friedman, imprenditore e politologo ungherese
- 1949 - Gennadij Korban, ex lottatore russo
- 1949 - José Mário de Almeida Barros, allenatore di calcio e ex calciatore brasiliano
- 1950 - Rinaldo Bosco, politico italiano
- 1950 - John Bowe, attore britannico
- 1950 - Mike Campbell, chitarrista statunitense
- 1950 - Filippo Grassia, giornalista, scrittore e dirigente sportivo italiano
- 1950 - Joseph Mariani, informatico francese
- 1950 - Kazimierz Nycz, cardinale e arcivescovo cattolico polacco
- 1950 - D. Scott Rogo, giornalista, saggista e parapsicologo statunitense († 1990)
- 1950 - Francisco Javier Álvarez Uría, ex calciatore spagnolo
- 1950 - Rich Williams, chitarrista statunitense
- 1951 - Tom Butler, attore canadese
- 1951 - Kieran Thomas Conry, vescovo cattolico inglese
- 1951 - René Evald, cantante, chitarrista e compositore danese
- 1951 - Sonny Landreth, musicista e chitarrista statunitense
- 1951 - Myron Markevyč, allenatore di calcio e ex calciatore sovietico
- 1951 - Riccardo Minardo, politico italiano
- 1951 - Lennart Pettersson, ex pentatleta svedese
- 1952 - Maria Patrizia Grieco, dirigente d'azienda italiana
- 1952 - Jenő Jandó, pianista ungherese († 2023)
- 1952 - Dominique Le Ray, ex cestista francese
- 1952 - António Lima Pereira, calciatore portoghese († 2022)
- 1952 - Floriano Martello, ex pattinatore di velocità su ghiaccio italiano
- 1952 - Alicio Solalinde, allenatore di calcio e ex calciatore paraguaiano
- 1952 - Roger Tsien, biochimico statunitense († 2016)
- 1953 - Miguel Ángel Alonso, allenatore di calcio e ex calciatore spagnolo
- 1953 - Roberto Dipiazza, politico italiano
- 1953 - Alessandro Foglietta, ex politico italiano
- 1953 - Antonello Governale, doppiatore e direttore del doppiaggio italiano
- 1953 - Ron Lynch, comico, attore e doppiatore statunitense
- 1953 - Jocelerme Privert, politico haitiano
- 1953 - Andrea Purgatori, giornalista, sceneggiatore e saggista italiano († 2023)
- 1953 - Naim Qassem, religioso e politico libanese
- 1953 - Seo Bong-soo, goista sudcoreano
- 1953 - Eleonora Vallone, attrice e giornalista italiana
- 1954 - Paolo Amato, politico e pubblicista italiano
- 1954 - Matilde Bernabei, giornalista, produttrice televisiva e dirigente d'azienda italiana
- 1954 - Chen Peisi, attore cinese
- 1954 - Dino D'Autorio, bassista e arrangiatore italiano
- 1954 - Chuck Dukowski, bassista statunitense
- 1954 - Roberto Missiroli, montatore italiano
- 1954 - Bill Mumy, attore e musicista statunitense
- 1954 - Paolo Rosi, ex calciatore italiano
- 1954 - Egbert Streuer, pilota motociclistico olandese
- 1954 - Zoltán Sztanity, ex canoista ungherese
- 1954 - Ignacio Coronel Villarreal, criminale messicano († 2010)
- 1955 - Walter Berlini, ex calciatore italiano
- 1955 - T.R. Dunn, ex cestista e allenatore di pallacanestro statunitense
- 1955 - Thomas Gilou, regista e sceneggiatore francese
- 1955 - Augusto Inácio, allenatore di calcio e ex calciatore portoghese
- 1955 - William Lustig, regista cinematografico, produttore cinematografico e sceneggiatore statunitense
- 1955 - Nick Magnus, tastierista, cantante e tecnico del suono britannico
- 1955 - Emanuele Petri, poliziotto italiano († 2003)
- 1955 - Frankie Sullivan, chitarrista e compositore statunitense
- 1955 - Xu Jianping, calciatore cinese († 2015)
- 1956 - Enrico Benedetto, giornalista e pastore protestante italiano
- 1956 - Exene Cervenka, cantante statunitense
- 1956 - Dan Doornink, ex giocatore di football americano statunitense
- 1956 - Maria Fekter, politica austriaca
- 1956 - Guo Wenjing, compositore cinese
- 1956 - Monica Scattini, attrice italiana († 2015)
- 1956 - Pasquale Scimeca, regista e sceneggiatore italiano
- 1956 - Stefano Senardi, produttore discografico e direttore artistico italiano
- 1956 - Emil Spasov, ex calciatore bulgaro
- 1957 - Pedro Abreu, ex cestista cubano
- 1957 - Alan Baumgarten, montatore statunitense
- 1957 - Dennis Brown, cantante giamaicano († 1999)
- 1957 - Cylk Cozart, attore statunitense
- 1957 - Mandla Siegfried Jwara, missionario e arcivescovo cattolico sudafricano
- 1957 - Muhammad Jamal Khalifa, imprenditore saudita († 2007)
- 1957 - Kenny Morris, musicista britannico
- 1957 - Maria Rosaria Riuzzi, attrice italiana
- 1957 - Walter Schachner, ex calciatore e allenatore di calcio austriaco
- 1957 - Jackie Shroff, attore indiano
- 1957 - Fernando Stefanizzi, militare italiano († 1988)
- 1958 - Roberto Becheri, compositore italiano
- 1958 - Luther Blissett, ex calciatore e allenatore di calcio inglese
- 1958 - Federico Frigerio, calciatore italiano († 2020)
- 1958 - Giorgio Gandola, giornalista italiano
- 1958 - Ryō Horikawa, attore e doppiatore giapponese
- 1958 - Søren Lerby, procuratore sportivo, allenatore di calcio e ex calciatore danese
- 1958 - Tony Leung Ka-Fai, attore cinese
- 1959 - Barbara Auer, attrice tedesca
- 1959 - Dave Bamber, ex calciatore inglese
- 1959 - Jacques Bolle, pilota motociclistico francese
- 1959 - Ute Brückner, ex nuotatrice tedesca orientale
- 1959 - Paolo De Bernardis, astrofisico italiano
- 1959 - Lorenzo Ferrante, ex calciatore italiano
- 1959 - Mike Horan, ex giocatore di football americano statunitense
- 1959 - Mauro Joriatti, ex calciatore italiano
- 1959 - David Irwin, ex rugbista a 15 e medico britannico
- 1959 - Brian Jackson, ex cestista statunitense
- 1959 - Ottmar Liebert, chitarrista e compositore tedesco
- 1959 - Celso Otero, ex calciatore uruguaiano
- 1959 - Gérard Rambaud, ex sciatore alpino francese
- 1959 - Cosimo Sibilia, politico e dirigente sportivo italiano
- 1959 - Simon Stainrod, allenatore di calcio e ex calciatore inglese
- 1959 - Paolo Triestino, attore italiano
- 1959 - Wade Wilson, giocatore di football americano statunitense († 2019)
- 1960 - Alessandro Amadori, psicologo, saggista e sondaggista italiano
- 1960 - Marco Flavio Cirillo, politico italiano († 2023)
- 1960 - Ron Frenz, fumettista statunitense
- 1960 - Fabrizio Pirovano, pilota motociclistico italiano († 2016)
- 1960 - Antonio Puig, scrittore spagnolo
- 1960 - Giorgio Tirabassi, attore e regista italiano
- 1960 - Zhao Bilong, ex pallanuotista cinese
- 1961 - Craig Johnson, scrittore statunitense
- 1961 - John Frederick Byrne, ex calciatore irlandese
- 1961 - José Cuciuffo, calciatore argentino († 2004)
- 1961 - Paolo Rocco Gualtieri, arcivescovo cattolico italiano
- 1961 - Adnan Hamad, allenatore di calcio e ex calciatore iracheno
- 1961 - Bjørn Skogstad, ex pilota di rally norvegese
- 1961 - Daniel Tani, ex astronauta statunitense
- 1961 - Miguel Tendillo, ex calciatore spagnolo
- 1961 - Israele Tsvaygenbaum, pittore russo
- 1961 - Armin Veh, ex calciatore tedesco
- 1961 - Wagner Machado da Silva, ex cestista brasiliano
- 1962 - Manuel Amoros, ex calciatore e allenatore di calcio francese
- 1962 - Marie-Laure Dougnac, attrice, doppiatrice e regista francese
- 1962 - Tomoyasu Hotei, musicista, cantautore e attore giapponese
- 1962 - Hu Yun, ex cestista cinese
- 1962 - Anna Kanakis, modella e attrice italiana († 2023)
- 1962 - Damian Keogh, ex cestista australiano
- 1962 - José Lemos Rodríguez, allenatore di calcio e calciatore spagnolo († 2023)
- 1962 - Takashi Murakami, artista, scultore e pittore giapponese
- 1962 - John Paskin, ex calciatore sudafricano
- 1962 - Maryna Porošenko, cardiologa e politica ucraina
- 1962 - Nico Rienks, ex canottiere olandese
- 1962 - Antonio Maurizio Schillaci, ex calciatore italiano
- 1962 - Adel al-Jubayr, diplomatico e politico saudita
- 1963 - Josh Broecker, regista e sceneggiatore tedesco
- 1963 - Alexander Cary, sceneggiatore e produttore televisivo britannico
- 1963 - Yasuharu Kurata, allenatore di calcio, ex calciatore e ex giocatore di calcio a 5 giapponese
- 1963 - Mario Morosini, ex calciatore e ex giocatore di calcio a 5 italiano
- 1963 - Pietro Puzone, ex calciatore italiano
- 1963 - Fausto Romitelli, compositore italiano († 2004)
- 1964 - Philippe Casado, ciclista su strada francese († 1995)
- 1964 - James FitzPatrick, ex giocatore di football americano statunitense
- 1964 - LIUBA, artista italiana
- 1964 - Sandra Monacelli, politica italiana
- 1964 - Eli Ohana, allenatore di calcio e ex calciatore israeliano
- 1964 - Jani Lane, cantante statunitense († 2011)
- 1964 - Alberto Prina, ex cestista italiano
- 1964 - Linus Roache, attore britannico
- 1964 - Bugge Wesseltoft, musicista, pianista e compositore norvegese
- 1965 - Mohammed Achik, ex pugile marocchino
- 1965 - Roberta Angelilli, politica italiana
- 1965 - Abdul Ayoola, attore nigeriano
- 1965 - John Bosman, ex calciatore e allenatore di calcio olandese
- 1965 - Sherilyn Fenn, attrice statunitense
- 1965 - Yunis Hüseynov, ex calciatore sovietico
- 1965 - Brandon Lee, attore e artista marziale statunitense († 1993)
- 1965 - Lee Geum-jin, ex cestista sudcoreana
- 1965 - Kiril Metkov, ex calciatore bulgaro
- 1965 - Bruno Milesi, ex pattinatore di velocità su ghiaccio italiano
- 1965 - Stéphanie di Monaco, principessa monegasca
- 1965 - Monica Vallarin, ex nuotatrice italiana
- 1965 - Louise Welsh, scrittrice e romanziera britannica
- 1966 - Michelle Akers, ex calciatrice statunitense
- 1966 - Vasilīs Dīmītriadīs, ex calciatore greco
- 1966 - Laurent Garnier, disc jockey francese
- 1966 - Nicola Giuliano, produttore cinematografico italiano
- 1966 - Guan Ping, ex marciatrice cinese
- 1966 - Kim Jong-hwan, cantautore sudcoreano
- 1966 - Antonella Landi, blogger e scrittrice italiana
- 1966 - Rob Lee, ex calciatore inglese
- 1966 - José Nieves, ex cestista portoricano
- 1966 - Elena Nikolaeva, ex marciatrice russa
- 1966 - Fabio Pinelli, avvocato italiano
- 1966 - Andrea Seno, dirigente sportivo e ex calciatore italiano
- 1966 - Krzysztof Siemion, ex sollevatore polacco
- 1966 - Kōnosuke Uda, regista giapponese
- 1966 - Kyros Vassaras, ex arbitro di calcio greco
- 1967 - Meg Cabot, scrittrice statunitense
- 1967 - Stéphane Cretin, ex sciatore alpino francese
- 1967 - Orhun Ene, ex cestista e allenatore di pallacanestro turco
- 1967 - Gabrielle Fitzpatrick, attrice australiana
- 1967 - Guo Guangchang, imprenditore cinese
- 1967 - Masatada Ishii, allenatore di calcio e ex calciatore giapponese
- 1967 - Veronika Oberhuber, ex slittinista italiana
- 1967 - Hisashi Tsuchida, allenatore di calcio e ex calciatore giapponese
- 1968 - Debby Applegate, storica e biografa statunitense
- 1968 - Philippe Falardeau, regista e sceneggiatore canadese
- 1968 - Gianfranco Continenza, musicista e chitarrista italiano
- 1968 - Cheb Hasni, cantante algerino († 1994)
- 1968 - Fabrizio Mainini, coreografo italiano
- 1968 - Vitalij Nosov, ex cestista e allenatore di pallacanestro russo
- 1968 - Kōtarō Oshio, chitarrista giapponese
- 1968 - Alício Pena Júnior, ex arbitro di calcio brasiliano
- 1968 - Lisa Marie Presley, cantautrice statunitense († 2023)
- 1968 - Javier Sánchez, ex tennista spagnolo
- 1968 - Max Schioppa, illustratore e personaggio televisivo italiano
- 1968 - Pauly Shore, attore e comico statunitense
- 1968 - Pål Skistad, ex calciatore norvegese
- 1968 - Brett Szabo, ex cestista statunitense
- 1968 - Hannes Trinkl, dirigente sportivo e ex sciatore alpino austriaco
- 1969 - Gabriel Batistuta, ex calciatore argentino
- 1969 - Walter Bond, ex cestista statunitense
- 1969 - Ola Fløene, copilota di rally norvegese
- 1969 - Catia Fonseca, conduttrice televisiva brasiliana
- 1969 - Ulrike Frank, attrice, cantante e modella tedesca
- 1969 - Bahman Ghobadi, regista, sceneggiatore e produttore cinematografico iraniano
- 1969 - Mark Giacheri, ex rugbista a 15 e allenatore di rugby a 15 australiano
- 1969 - Marco Giandebiaggi, allenatore di calcio e ex calciatore italiano
- 1969 - Toine Heijmans, scrittore olandese
- 1969 - Brian Krause, attore statunitense
- 1969 - Joshua Redman, sassofonista e compositore statunitense
- 1969 - Dolores Redondo, scrittrice spagnola
- 1969 - Christophe Saioni, allenatore di sci alpino e ex sciatore alpino francese
- 1969 - Nino Salukvadze, ex tiratrice a segno georgiana
- 1969 - Damian Smith, ex rugbista a 15 australiano
- 1969 - Patrick Wilson, batterista statunitense
- 1970 - Raúl Díaz Arce, ex calciatore salvadoregno
- 1970 - Darian Hagan, allenatore di football americano statunitense
- 1970 - Nicoleta Matei, cantante rumena
- 1970 - Eric Mobley, cestista statunitense († 2021)
- 1970 - Federico Mordegan, ex tennista italiano
- 1970 - Oswaldo Palencia, ex calciatore venezuelano
- 1970 - Paolo Rachini, allenatore di calcio e ex calciatore italiano
- 1970 - Malik Sealy, cestista statunitense († 2000)
- 1971 - Arjan Bellaj, allenatore di calcio e ex calciatore albanese
- 1971 - Jaroslav Brabec, ex hockeista su ghiaccio ceco
- 1971 - Harald Martin Brattbakk, ex calciatore norvegese
- 1971 - Emanuele Cecere, tecnico del suono italiano
- 1971 - Adriana Chamajová, ex cestista cecoslovacca
- 1971 - Rebecca Creskoff, attrice statunitense
- 1971 - Michael C. Hall, attore statunitense
- 1971 - Joaquín Hernández, ex calciatore messicano
- 1971 - Jill Kelly, attrice pornografica e regista statunitense
- 1971 - Azur Korlatović, ex cestista bosniaco
- 1971 - Sándor Kántor, allenatore di pallavolo e ex pallavolista ungherese
- 1971 - Adriana Lessa, attrice, cantante e ex pallavolista brasiliana
- 1971 - Agnès Letestu, ex ballerina e costumista francese
- 1971 - David Marín, allenatore di calcio a 5 e ex giocatore di calcio a 5 spagnolo
- 1971 - Luca Pastine, ex calciatore italiano
- 1971 - Roberto Petito, ex ciclista su strada italiano
- 1971 - Stefano Saglia, politico italiano
- 1971 - Tommy Salo, ex hockeista su ghiaccio svedese
- 1971 - Paul Sculfor, modello inglese
- 1971 - Andrej Aleksandrovič Travnikov, politico russo
- 1971 - Tricarico, cantautore italiano
- 1971 - Hynden Walch, attrice e doppiatrice statunitense
- 1971 - Ron Welty, batterista statunitense
- 1971 - Zlatko Zahovič, dirigente sportivo e ex calciatore sloveno
- 1972 - Tego Calderón, rapper, cantante e compositore portoricano
- 1972 - Sean Casey, wrestler statunitense
- 1972 - Isabel Fernández, ex judoka spagnola
- 1972 - Ivan Festa, attore italiano
- 1972 - Taryn Fiebig, soprano australiano († 2021)
- 1972 - Leymah Gbowee, pacifista liberiana
- 1972 - Mirka Jarchovská, ex cestista ceca
- 1972 - Kami, batterista giapponese († 1999)
- 1972 - Fiona King, ex rugbista a 15 neozelandese
- 1972 - Jerry Månsson, ex calciatore svedese
- 1972 - Johan Walem, allenatore di calcio e ex calciatore belga
- 1972 - Christian Ziege, allenatore di calcio, dirigente sportivo e ex calciatore tedesco
- 1973 - Roberto Bucchioni, allenatore di calcio e ex calciatore italiano
- 1973 - Massimo Cagnina, attore italiano
- 1973 - Andrew DeClercq, ex cestista e allenatore di pallacanestro statunitense
- 1973 - Marta Dusseldorp, attrice australiana
- 1973 - Gaku Hirasawa, ex sciatore alpino giapponese
- 1973 - Michael Joyce, allenatore di tennis e ex tennista statunitense
- 1973 - Yuri Landman, musicista e musicologo olandese
- 1973 - Elena Makarova, allenatrice di tennis e ex tennista russa
- 1973 - Sarah McLeod, cantante australiana
- 1973 - Srđa Popović, politico e attivista serbo
- 1973 - Oscar Pérez Rojas, dirigente sportivo, allenatore di calcio e ex calciatore messicano
- 1973 - Andre Riddick, ex cestista statunitense
- 1973 - René Schneider, ex calciatore tedesco
- 1973 - Sun Sooley, cantautore senegalese
- 1974 - Isabel Bayrakdarian, soprano armeno
- 1974 - Luciano Caldore, cantautore e attore italiano
- 1974 - Panos Cosmatos, regista greco
- 1974 - Roberto Heras, ex ciclista su strada spagnolo
- 1974 - Taras Lucenko, ex calciatore ucraino
- 1974 - Víctor Luengo, ex cestista spagnolo
- 1974 - Teodor, arcivescovo cattolico ucraino
- 1974 - Walter McCarty, ex cestista, allenatore di pallacanestro e cantante statunitense
- 1974 - David Meca, ex nuotatore spagnolo
- 1974 - Bartłomiej Nizioł, violinista polacco
- 1974 - Richard Richardsson, ex snowboarder svedese
- 1974 - Fabio Violetti, ex pallanuotista italiano
- 1975 - Boulet, fumettista e blogger francese
- 1975 - Tracy Cameron, canottiera canadese
- 1975 - Federico Cerroni, pilota motociclistico italiano
- 1975 - Hans van de Haar, allenatore di calcio e ex calciatore olandese
- 1975 - Takeshi Kawaharazuka, ex calciatore giapponese
- 1975 - Giōtīs Panagiōtou, ex calciatore cipriota
- 1975 - Big Boi, rapper statunitense
- 1975 - Martijn Reuser, ex calciatore olandese
- 1975 - Aikaterinī Thanou, ex velocista greca
- 1976 - Aleksandr Bogomolov, pallavolista russo
- 1976 - Giuseppe Guerini, politico italiano
- 1976 - Katrín Jakobsdóttir, politica islandese
- 1976 - Muteba Kidiaba, ex calciatore della Repubblica Democratica del Congo
- 1976 - Julien Loy, triatleta francese
- 1976 - Emanuele Martorelli, scrittore e musicista italiano
- 1976 - Marcus Nash, ex giocatore di football americano statunitense
- 1976 - David Petrasek, ex hockeista su ghiaccio svedese
- 1976 - Mat Rogers, rugbista a 13 e rugbista a 15 australiano
- 1976 - Pier Giovanni Rutzittu, ex calciatore italiano
- 1976 - Giacomo Tedesco, allenatore di calcio e ex calciatore italiano
- 1977 - Sergio Aragoneses, ex calciatore spagnolo
- 1977 - Bruno Carrara, ex fondista italiano
- 1977 - Phil Ivey, giocatore di poker statunitense
- 1977 - Lari Ketner, cestista e allenatore di pallacanestro statunitense († 2014)
- 1977 - Kevin Kilbane, ex calciatore irlandese
- 1977 - Karolina Kozak, cantante, conduttrice televisiva e conduttrice radiofonica polacca
- 1977 - Max von Schlebrügge, ex calciatore svedese
- 1977 - Libor Sionko, ex calciatore ceco
- 1977 - Robert Traylor, cestista statunitense († 2011)
- 1978 - Samir Abbasov, allenatore di calcio e ex calciatore azero
- 1978 - Arno Camenisch, scrittore e poeta svizzero
- 1978 - Anders Hasselgård, ex calciatore norvegese
- 1978 - Very Idham Henyansyah, serial killer indonesiano
- 1978 - Jeff Hoggan, ex hockeista su ghiaccio canadese
- 1978 - Dina Jewel, ex attrice pornografica norvegese
- 1978 - Ken Johnson, ex cestista statunitense
- 1978 - Francesco Laforgia, politico e economista italiano
- 1978 - Davit Mujiri, ex calciatore georgiano
- 1978 - Claudia Nystad, ex fondista tedesca
- 1978 - Sara Tavares, cantautrice e chitarrista portoghese († 2023)
- 1978 - Sergej Tretjakov, ex ciclista su strada kazako
- 1978 - Mitja Valenčič, allenatore di sci alpino e ex sciatore alpino sloveno
- 1978 - Marion Wagner, velocista tedesca
- 1979 - Ana Alexander, attrice e modella serba
- 1979 - Mahek Chahal, attrice norvegese
- 1979 - Michael Galea, ex calciatore maltese
- 1979 - Aleksandr Galkin, scacchista russo
- 1979 - Patrick Hässig, conduttore radiofonico, infermiere e politico svizzero
- 1979 - Jason Isbell, cantautore e chitarrista statunitense
- 1979 - Jason Lader, musicista, produttore discografico e tecnico del suono statunitense
- 1979 - Rachelle Lefèvre, attrice canadese
- 1979 - Ionela Loaieș, ex ginnasta rumena
- 1979 - Vidal Massiah, ex cestista canadese
- 1979 - Julie Roberts, cantante statunitense
- 1979 - Aino-Kaisa Saarinen, ex fondista finlandese
- 1979 - Clodoaldo Silva, nuotatore brasiliano
- 1979 - Juan Silveira dos Santos, ex calciatore brasiliano
- 1979 - Kenyatta Walker, ex giocatore di football americano statunitense
- 1980 - Goga Ashkenazi, imprenditrice kazaka
- 1980 - Paulo da Silva Barrios, calciatore paraguaiano
- 1980 - David Goresh, ex calciatore israeliano
- 1980 - Kenan Hasagić, ex calciatore bosniaco
- 1980 - Marisa Jara, attrice e modella spagnola
- 1980 - Moisés Muñoz, ex calciatore messicano
- 1980 - Marcos Patronelli, pilota motociclistico argentino
- 1980 - Edwin Santibáñez, ex calciatore messicano
- 1980 - Aleksander Šeliga, ex calciatore sloveno
- 1980 - Otilino Tenorio, calciatore ecuadoriano († 2005)
- 1980 - Joost Terol, ex calciatore olandese
- 1980 - Ellen Trane Nørby, politica danese
- 1981 - Pablo Casado, politico spagnolo
- 1981 - Federica Faiella, danzatrice su ghiaccio italiana
- 1981 - John Gemberling, attore e comico statunitense
- 1981 - Christian Giménez, allenatore di calcio e ex calciatore argentino
- 1981 - Lamá, ex calciatore angolano
- 1981 - Edmond N'Tiamoah, ex calciatore ghanese
- 1981 - Taiji Nishitani, dirigente sportivo, ex ciclista su strada e pistard giapponese
- 1981 - Gustaf Norén, cantante e chitarrista svedese
- 1981 - Nelson Pinto, ex calciatore cileno
- 1981 - Carlos Saavedra, ex calciatore portoghese
- 1982 - Olivier Bausset, velista francese
- 1982 - Daisy Betts, attrice australiana
- 1982 - Bouabid Bouden, calciatore marocchino
- 1982 - Jorge Carrasco, ex calciatore cileno
- 1982 - Alessandro Carrozza, allenatore di calcio e ex calciatore italiano
- 1982 - Michael Fink, allenatore di calcio e calciatore tedesco
- 1982 - Gavin Henson, ex rugbista a 15 britannico
- 1982 - Dag Frode Hornseth, ex calciatore norvegese
- 1982 - Sara Malakul Lane, attrice e modella statunitense
- 1982 - Hugo Mamba-Schlick, ex triplista camerunese
- 1982 - Andrea Minguzzi, ex lottatore italiano
- 1982 - Matías Paredes, hockeista su prato argentino
- 1982 - Cristian Pellerano, allenatore di calcio e ex calciatore argentino
- 1982 - Billy Pettinger, cantautrice e polistrumentista canadese
- 1982 - Dorian Scott, pesista giamaicano
- 1982 - Oksana Udmurtova, ex lunghista e triplista russa
- 1982 - Sandra Valužytė, cestista lituana
- 1983 - Hamed Afagh, ex cestista iraniano
- 1983 - Mutlu Akpınar, cestista turco
- 1983 - Iveta Benešová, ex tennista ceca
- 1983 - Marilou Berry, attrice, regista e sceneggiatrice francese
- 1983 - Paolo Borrometi, giornalista e scrittore italiano
- 1983 - Alessandro Calvi, nuotatore italiano
- 1983 - Danilo Della Valle, politico italiano
- 1983 - Mathieu Drujon, ex ciclista su strada francese
- 1983 - Feđa Dudić, allenatore di calcio e ex calciatore bosniaco
- 1983 - Tomáš Grigar, calciatore ceco
- 1983 - Alexis Henríquez, ex calciatore colombiano
- 1983 - Javier Hernanz, canoista, modello e personaggio televisivo spagnolo
- 1983 - Stephan Keppler, ex sciatore alpino tedesco
- 1983 - Petr Knakal, calciatore ceco
- 1983 - Florian Liegl, ex saltatore con gli sci austriaco
- 1983 - Kevin Martin, ex cestista statunitense
- 1983 - Selim Nurudeen, ostacolista nigeriano
- 1983 - Alain Rochat, ex calciatore svizzero
- 1983 - Tong Wen, judoka cinese
- 1983 - Jurgen Van Den Broeck, ex ciclista su strada belga
- 1983 - Andrew VanWyngarden, cantante e polistrumentista statunitense
- 1984 - Ararat Aṙak'elyan, ex calciatore armeno
- 1984 - Vasco Brondi, cantautore e scrittore italiano
- 1984 - Bintou Diémé, cestista francese
- 1984 - Vanderlei Farias da Silva, calciatore brasiliano
- 1984 - Anthony Favre, ex calciatore svizzero
- 1984 - Darren Fletcher, allenatore di calcio, dirigente sportivo e ex calciatore scozzese
- 1984 - David Hauss, triatleta francese
- 1984 - Ahmed Hussein, giocatore di calcio a 5 egiziano
- 1984 - Morakot Sangtaweep, modella thailandese
- 1984 - Fernando Manríquez, calciatore cileno
- 1984 - Matthias Merz, orientista svizzero
- 1984 - Jakub Navrátil, calciatore ceco
- 1984 - Rob Ninkovich, giocatore di football americano statunitense
- 1984 - Hassan Rabia, ex calciatore omanita
- 1984 - Ri Myong-dok, calciatore nordcoreano
- 1984 - Sandra Seifert, modella filippina
- 1984 - Risa Wataya, scrittrice giapponese
- 1984 - Lee Thompson Young, attore statunitense († 2013)
- 1984 - Francesco Zaza, cavaliere italiano
- 1985 - Carlos Alcántara, calciatore spagnolo
- 1985 - Radoslav Anev, ex calciatore bulgaro
- 1985 - Nikita Baženov, ex calciatore russo
- 1985 - Windell Gabriel, ex calciatore costaricano
- 1985 - Mounir Hamoud, calciatore marocchino († 2024)
- 1985 - Martin Husár, calciatore slovacco
- 1985 - Asmaa Mahfouz, attivista egiziana
- 1985 - Antonino Monteleone, giornalista e conduttore televisivo italiano
- 1985 - Sílvio Carlos de Oliveira, ex calciatore brasiliano
- 1985 - David Ousted, ex calciatore danese
- 1985 - Dmitrij Petrov, schermidore russo
- 1985 - Aleksandar Radomir Petrović, ex calciatore serbo
- 1985 - Giulia Sagramola, fumettista, illustratrice e blogger italiana
- 1985 - Karine Sergerie, taekwondoka canadese
- 1985 - Shellback, produttore discografico e musicista svedese
- 1985 - Dean Shiels, allenatore di calcio e ex calciatore nordirlandese
- 1985 - Tasya Teles, attrice canadese
- 1985 - Türkü Turan, attrice e cantante turca
- 1985 - Ruslan Əmircanov, ex calciatore azero
- 1986 - Christopher Abbott, attore statunitense
- 1986 - Jorrit Bergsma, pattinatore di velocità su ghiaccio olandese
- 1986 - Guillaume Brenner, ex calciatore francese
- 1986 - Lauren Conrad, personaggio televisivo, scrittrice e stilista statunitense
- 1986 - Andrea Costa, allenatore di calcio e ex calciatore italiano
- 1986 - Justin Deeley, modello e attore statunitense
- 1986 - Robert Kulawick, cestista tedesco
- 1986 - Carolina Nordh, ex sciatrice alpina svedese
- 1986 - Mathis Olimb, hockeista su ghiaccio norvegese
- 1986 - Alberto Ramírez Torres, ex calciatore messicano
- 1986 - Johan Vonlanthen, allenatore di calcio e ex calciatore colombiano
- 1986 - Ïlʹya Vorotnïkov, calciatore kazako
- 1986 - Jesper Westerberg, ex calciatore svedese
- 1986 - Rutger Worm, ex calciatore olandese
- 1987 - Barış Ataş, ex calciatore turco
- 1987 - Steven Beitashour, ex calciatore statunitense
- 1987 - Sebastian Boenisch, ex calciatore polacco
- 1987 - Alessandro Chiesa, ex hockeista su ghiaccio svizzero
- 1987 - Sally Conway, judoka britannica
- 1987 - Alessandro Deljavan, pianista italiano
- 1987 - Montario Hardesty, giocatore di football americano statunitense
- 1987 - Shiori Izawa, doppiatrice giapponese
- 1987 - Branko Jereminov, ex cestista serbo
- 1987 - Minor López, ex calciatore guatemalteco
- 1987 - Javier Martina, ex calciatore olandese
- 1987 - Vladan Milosavljev, calciatore serbo
- 1987 - Heather Morris, attrice e ballerina statunitense
- 1987 - Patrik Mráz, calciatore slovacco
- 1987 - Daniel Orozco Álvarez, ex calciatore spagnolo
- 1987 - Costel Pantilimon, dirigente sportivo e ex calciatore rumeno
- 1987 - Giuseppe Rossi, ex calciatore statunitense
- 1987 - Ronda Rousey, personaggio televisivo, ex wrestler e ex judoka statunitense
- 1987 - Marek Střeštík, ex calciatore ceco
- 1987 - Kibrom Weldemicael, maratoneta eritreo
- 1987 - Wu Jingyu, taekwondoka cinese
- 1987 - Anvar Yunusov, pugile tagiko
- 1988 - Marco Ammannato, cestista italiano
- 1988 - Alliou Dembélé, calciatore francese
- 1988 - Deng Zhiwei, lottatore cinese
- 1988 - Katie Duncan, calciatrice neozelandese
- 1988 - Fatimih Dávila, attrice uruguaiana († 2019)
- 1988 - Kim Hellberg, allenatore di calcio e ex calciatore svedese
- 1988 - Masahiro Higashide, attore e modello giapponese
- 1988 - Benoît Jarrier, ex ciclista su strada francese
- 1988 - Zoran Lesjak, calciatore croato
- 1988 - Alima Ouattara, ex astista ivoriana
- 1988 - Sadat Ouro-Akoriko, ex calciatore togolese
- 1988 - Mari Paz Vilas, calciatrice spagnola
- 1988 - Tiago Pinto, ex calciatore portoghese
- 1988 - Giorgi Rekhviashvili, calciatore georgiano
- 1988 - Ryu Han-su, lottatore sudcoreano
- 1988 - Touria Samiri, ex mezzofondista e siepista italiana
- 1988 - Andie Valentino, ex attrice pornografica statunitense
- 1988 - Freek van der Wart, pattinatore di short track olandese
- 1989 - Andrea Ballerin, ex sciatore alpino italiano
- 1989 - Dávid Barczi, calciatore ungherese
- 1989 - Carolina Dementiev, modella panamense
- 1989 - Alfreð Finnbogason, ex calciatore islandese
- 1989 - Filippo Fortin, ciclista su strada italiano
- 1989 - Arǵent Gafuri, calciatore macedone
- 1989 - Fran González, calciatore spagnolo
- 1989 - Reza Haghighi, ex calciatore iraniano
- 1989 - Han Soo-ji, pallavolista sudcoreana
- 1989 - Simon Hjalmarsson, hockeista su ghiaccio svedese
- 1989 - Doug Hogue, giocatore di football americano statunitense
- 1989 - Sara Jacobs, politica statunitense
- 1989 - Tim Koch, cestista tedesco
- 1989 - Lamine Koné, calciatore francese
- 1989 - Jonas Lössl, calciatore danese
- 1989 - Jevhen Novak, ex calciatore ucraino
- 1989 - Marco Pigossi, attore, produttore cinematografico e ex nuotatore brasiliano
- 1989 - Zoran Plazonić, calciatore croato
- 1989 - Clare Polkinghorne, calciatrice australiana
- 1989 - Florian Runer, ex hockeista su ghiaccio italiano
- 1989 - Sui Jianshuang, ginnasta cinese
- 1989 - Lubomir Ulrich, calciatore slovacco
- 1990 - Harib Al-Saadi, calciatore omanita
- 1990 - Fellipe Bastos, ex calciatore brasiliano
- 1990 - Marcus Cooper, giocatore di football americano statunitense
- 1990 - Duje Čop, calciatore croato
- 1990 - Julia Fox, attrice italiana
- 1990 - Dan Gosling, calciatore inglese
- 1990 - Feyisa Lilesa, maratoneta etiope
- 1990 - Laura Marling, cantautrice britannica
- 1990 - Hersi Matmuja, cantante albanese
- 1990 - Buhle Mkhwanazi, calciatore sudafricano
- 1990 - Jorge Moreira, calciatore paraguaiano
- 1990 - Ramahlwe Mphahlele, calciatore sudafricano
- 1990 - Annalise Murphy, velista irlandese
- 1990 - Tyler Myers, hockeista su ghiaccio statunitense
- 1990 - Veronica Napoli, calciatrice statunitense
- 1990 - Veronica Olivier, modella e attrice italiana
- 1990 - Davi Santos, attore brasiliano
- 1990 - Neiko Thorpe, giocatore di football americano statunitense
- 1990 - Bige Önal, attrice turca
- 1991 - Eleonora Bussu, ex calciatrice italiana
- 1991 - Luca Caldirola, calciatore italiano
- 1991 - Rogério Conceição do Rosário, calciatore brasiliano
- 1991 - Asauhn Dixon-Tatum, cestista statunitense
- 1991 - Faouzi Ghoulam, calciatore francese
- 1991 - Han Myeong-mok, sollevatore sudcoreano
- 1991 - Alessio Iovine, ex calciatore italiano
- 1991 - Adisak Kraisorn, calciatore thailandese
- 1991 - Andrėj Lebedzeŭ, calciatore bielorusso
- 1991 - Ria Mae, cantante canadese
- 1991 - Paolo Montesano, ex pallamanista italiano
- 1991 - Carlos Orrantia, calciatore messicano
- 1991 - Opa Sanganté, calciatore guineense
- 1991 - Luca Solesin, attore italiano
- 1991 - Nelino Tapia, ex calciatore colombiano
- 1991 - Jasmine Tookes, supermodella statunitense
- 1991 - Mélissa Voutaz, ex sciatrice alpina svizzera
- 1991 - Egon Vůch, calciatore ceco
- 1991 - Kayvon Webster, giocatore di football americano statunitense
- 1992 - Ali Ghazal, allenatore di calcio e ex calciatore egiziano
- 1992 - Yungen, rapper britannico
- 1992 - Michael Burton, giocatore di football americano statunitense
- 1992 - Stefan Bötticher, pistard tedesco
- 1992 - Kamil Çörekçi, calciatore turco
- 1992 - Lewis Horner, ex calciatore inglese
- 1992 - Niklas Köck, ex sciatore alpino austriaco
- 1992 - Petar Lambić, cestista serbo
- 1992 - Diego Mayora, calciatore peruviano
- 1992 - Leandro Reymúndez, ex calciatore uruguaiano
- 1992 - Herolind Shala, calciatore norvegese
- 1992 - Patric Young, ex cestista statunitense
- 1993 - Laurent Abergel, calciatore francese
- 1993 - Albi Alla, calciatore albanese
- 1993 - Giada Arena, attrice e regista italiana
- 1993 - Jonathan Bay, calciatore argentino
- 1993 - Loris Baz, pilota motociclistico francese
- 1993 - Lucie Charvátová, biatleta e ex fondista ceca
- 1993 - Branden Dawson, ex cestista statunitense
- 1993 - Onel Hernández, calciatore cubano
- 1993 - Reece Horn, giocatore di football americano statunitense
- 1993 - Maxim Iurcu, calciatore moldavo
- 1993 - Nicke Kabamba, calciatore inglese
- 1993 - Robert Leipertz, calciatore tedesco
- 1993 - Chavaughn Lewis, cestista statunitense
- 1993 - Eric Lombardi, cestista italiano
- 1993 - Ahmad Nourollahi, calciatore iraniano
- 1993 - Bruno Pittón, calciatore argentino
- 1993 - Revaz Rogava, cestista georgiano
- 1993 - Manrey Saint-Amour, ex giocatore di football americano e allenatore di football americano haitiano
- 1993 - Teresa Stadlober, fondista austriaca
- 1993 - Chillinit, rapper australiano
- 1994 - Amara Darboh, ex giocatore di football americano sierraleonese
- 1994 - Uroš Đuranović, calciatore montenegrino
- 1994 - Fatih Erdin, lottatore turco
- 1994 - Enrique Flores, calciatore boliviano
- 1994 - Anna-Lena Friedsam, tennista tedesca
- 1994 - Manami Fujioka, cestista giapponese
- 1994 - Julia Garner, attrice statunitense
- 1994 - Max Merz, ex cestista tedesco
- 1994 - Ibrahima N'Diaye, calciatore senegalese
- 1994 - Mikail Özerler, judoka sloveno
- 1994 - Luke Saville, ex tennista australiano
- 1994 - Talisca, calciatore brasiliano
- 1994 - Harry Styles, cantautore e attore britannico
- 1994 - Teemu Suninen, pilota di rally finlandese
- 1994 - Ryō Yoshizawa, attore e doppiatore giapponese
- 1995 - Noah Allen, cestista statunitense
- 1995 - Ismael Athuman, calciatore keniota
- 1995 - Chikosi Basden, calciatore bermudiano
- 1995 - Andrija Ćorić, ex cestista croato
- 1995 - Richard Dorrego, calciatore uruguaiano
- 1995 - Juninho, calciatore brasiliano
- 1995 - Eygló Ósk Gústafsdóttir, nuotatrice islandese
- 1995 - Oliver Heldens, disc jockey e produttore discografico olandese
- 1995 - Ivica Ivušić, calciatore croato
- 1995 - Jelyzaveta Kalanina, judoka ucraina
- 1995 - Elizaveta Komarova, cestista russa
- 1995 - Li Xuanhao, goista cinese
- 1995 - Lucas Masoero, calciatore argentino
- 1995 - Jack McLoughlin, ex nuotatore australiano
- 1995 - Edward Planckaert, ciclista su strada belga
- 1995 - Verena Preiner, multiplista austriaca
- 1995 - Rachele Risaliti, ex modella italiana
- 1995 - Ryan Taylor, cestista statunitense
- 1995 - Emily Thater, pallavolista statunitense
- 1995 - Mërgim Vojvoda, calciatore albanese
- 1995 - Tracy Walker, giocatore di football americano statunitense
- 1996 - Ahmad Abughaush, taekwondoka giordano
- 1996 - Jasim Al-Shaikh, calciatore bahreinita
- 1996 - Bryan Alceus, calciatore haitiano
- 1996 - Joel Baden, altista australiano
- 1996 - Dionne Bromfield, cantautrice britannica
- 1996 - Marcus Derrickson, cestista statunitense
- 1996 - Maxime Dominguez, calciatore svizzero
- 1996 - Alessandro Giacobazzi, mezzofondista e maratoneta italiano
- 1996 - Zachary Herivaux, calciatore haitiano
- 1996 - Marko Krivičić, calciatore sloveno
- 1996 - Lin Ye, tennistavolista singaporiana
- 1996 - Tomás Pochettino, calciatore argentino
- 1996 - Gianluigi Quinzi, ex tennista italiano
- 1996 - Matías Romero, calciatore argentino
- 1996 - Alexander Schlager, calciatore austriaco
- 1996 - Wojdan Shaherkani, judoka saudita
- 1996 - Toni-Ann Singh, modella giamaicana
- 1996 - Azurá Stevens, cestista statunitense
- 1996 - Valmir Sulejmani, calciatore tedesco
- 1996 - Erik Torba, lottatore ungherese
- 1996 - Oskar Zawada, calciatore polacco
- 1996 - Il'ja Žigulëv, calciatore russo
- 1997 - Deng Adel, cestista sudsudanese
- 1997 - Finette Agyapong, velocista britannica
- 1997 - Valerija Apreljeva, nuotatrice artistica ucraina
- 1997 - Agustín Auzmendi, calciatore argentino
- 1997 - Emanuel Coronel, calciatore argentino
- 1997 - Filip Dagerstål, calciatore svedese
- 1997 - Noah Dickerson, cestista statunitense
- 1997 - Drew Eubanks, cestista statunitense
- 1997 - DaVon Hamilton, giocatore di football americano statunitense
- 1997 - Miguel Ángel Leal, calciatore spagnolo
- 1997 - Lee Dong-jun, calciatore sudcoreano
- 1997 - Atalena Loliha, mezzofondista e maratoneta sudsudanese
- 1997 - Lyanco, calciatore brasiliano
- 1997 - Alexandre Müller, tennista francese
- 1997 - Panagiōtīs Mōraïtīs, calciatore greco
- 1997 - Jihyo, cantante sudcoreana
- 1997 - Nicolas Prodhomme, ciclista su strada francese
- 1997 - Juan Ignacio Ramírez, calciatore uruguaiano
- 1998 - Zé Marcos, calciatore brasiliano
- 1998 - Kipyegon Bett, mezzofondista keniota († 2024)
- 1998 - Bruno Felipe de Oliveira, calciatore brasiliano
- 1998 - Djibril Diani, calciatore francese
- 1998 - Laura Freigang, calciatrice tedesca
- 1998 - Michael Hughes, cestista statunitense
- 1998 - Stefan Kozlov, tennista macedone
- 1998 - Joseph Paintsil, calciatore ghanese
- 1998 - Nikolaus Pföderl, ex sciatore alpino tedesco
- 1998 - Aleksa Radanov, cestista serbo
- 1998 - Marko Stojanović, calciatore serbo
- 1998 - Maksim Vitjugov, calciatore russo
- 1999 - Aniek van Alphen, ciclocrossista e ciclista su strada olandese
- 1999 - Mohamed Abdelmonem, calciatore egiziano
- 1999 - Sara Franceschi, nuotatrice italiana
- 1999 - Christián Frýdek, calciatore ceco
- 1999 - Ferran Jutglà, calciatore spagnolo
- 1999 - Ignacio Laquintana, calciatore uruguaiano
- 1999 - Aryna Mas'ko, cestista bielorussa
- 1999 - Stefan Mihajlović, calciatore serbo
- 1999 - Deepak Tangri, calciatore indiano
- 2000 - Jesse Bosch, calciatore olandese
- 2000 - Nicolò Buso, calciatore italiano
- 2000 - Ebrima Colley, calciatore gambiano
- 2000 - Babacar Fati, calciatore guineense
- 2000 - Talanoa Hufanga, giocatore di football americano statunitense
- 2000 - Maša Janković, cestista serba
- 2000 - Salam Jiddou, calciatore maliano
- 2000 - Montari Kamaheni, calciatore ghanese
- 2000 - Michael McGlynn, nuotatore sudafricano
- 2000 - Oleksandr Nazarenko, calciatore ucraino
- 2000 - Anthony Olusanya, calciatore finlandese
- 2000 - Ramil', cantante russo
- 2000 - Patrick Osterhage, calciatore tedesco
- 2000 - Denis Petrašov, nuotatore kirghizo
- 2000 - Oscar Pettersson, calciatore svedese
- 2000 - Paris Smith, cantante e attrice statunitense
- 2000 - Tomáš Solil, calciatore ceco
- 2000 - Justin de Haas, calciatore olandese
- 2000 - Aleksandr Černikov, calciatore russo

## XXI secolo(37)
- 2001 - Quincy Kammeraad, calciatore filippino
- 2001 - Sara Carić, pallavolista serba
- 2001 - Lautaro Giaccone, calciatore argentino
- 2001 - Shaun Maswanganyi, velocista sudafricano
- 2001 - Pablo Matéo, velocista francese
- 2001 - Marcos Paulo, calciatore portoghese
- 2001 - Borja Sainz, calciatore spagnolo
- 2001 - Maroan Sannadi, calciatore marocchino
- 2001 - Hevertton Santos, calciatore brasiliano
- 2001 - Casper Staring, calciatore olandese
- 2001 - Nigel Thomas, calciatore olandese
- 2001 - Keisei Tominaga, cestista giapponese
- 2002 - Kiran Amegadjie, giocatore di football americano statunitense
- 2002 - Brian Brobbey, calciatore olandese
- 2002 - Samantha Catantan, schermitrice filippina
- 2002 - Marta Fjedina, nuotatrice artistica ucraina
- 2002 - Joan González, ex calciatore spagnolo
- 2002 - Luisa Klapprott, sciatrice freestyle e ex sciatrice alpina tedesca
- 2002 - Rufino Lucero, calciatore argentino
- 2002 - Saba Sazonov, calciatore russo
- 2002 - Connor Smith, calciatore scozzese
- 2002 - Noel Törnqvist, calciatore svedese
- 2002 - Jennifer Yu, scacchista statunitense
- 2003 - Ștefan Bodișteanu, calciatore moldavo
- 2003 - Baraket Hmidi, calciatore tunisino
- 2003 - Alba Petisco, ginnasta spagnola
- 2004 - Ashley Gerasimovich, attrice statunitense
- 2004 - Williot Swedberg, calciatore svedese
- 2005 - Matías Argüello, calciatore paraguaiano
- 2005 - Konnor McClain, ginnasta statunitense
- 2005 - Arthur Piedfort, calciatore belga
- 2005 - Lautaro Vargas, calciatore argentino
- 2005 - Adam Yakubu, calciatore nigeriano
- 2006 - Ibrahim Sabra, calciatore giordano
- 2007 - Laelys Alavez, nuotatrice artistica francese
- 2007 - Flaminia Vernice, nuotatrice artistica italiana
- 2008 - Amelie Blumenthal Haz, nuotatrice artistica tedesca